# 威尔伯·汤普森
威尔伯·汤普森（英語：Wilbur Thompson，1921年4月6日—2013年12月25日），美国男子田径运动员，主攻铅球和铁饼。他曾代表美国参加1948年夏季奥林匹克运动会田径比赛，获得男子铅球金牌。